# Convento da Penha Longa
O Convento ou Mosteiro da Penha Longa foi um convento masculino da Ordem de São Jerónimo, localizado na União das Freguesias de Sintra, cujo complexo inclui a Igreja da Penha Longa, Monumento Nacional desde 1910.

## Localização
O complexo do mosteiro encontra-se isolado e destacado na zona rural onde se implanta, tendo sido construído numa depressão topográfica plana, a sul do sopé da Serra de Sintra. Está rodeado de áreas arborizadas e relvadas, com arruamentos calcetados e de terra batida, onde sobressaem alguns maciços rochosos. Entre estes encontra-se uma pedra ou "penha" alta e alongada, que está na origem do topónimo. Defronte da fachada sul encontra-se um lago.

## História

### Origem
A história do mosteiro remonta a 1355, ano em que Frei Vasco Martins funda uma ermida no lugar de "Pera Longa". Em 1390, o crescimento da comunidade de eremitas da Ordem de São Jerónimo em Portugal, fundada em 1373 e separada da província espanhola desde 1389, levou à necessidade de compra da quinta da Penha Longa, então constituída por terreno baldio com casas, azenhas, vinhas, pomares e matas. Dada a pobreza dos eremitas, estes recorreram à Coroa, conseguindo que D. João I adquirisse a propriedade por três mil e quinhentas libras, por escritura de 5 de Agosto do mesmo ano, da qual fez doação aos eremitas. A 1 de Abril de 1400, uma Bula do Papa Bonifácio IX autoriza a fundação canónica e jurídica do mosteiro jerónimo da Penha Longa, tornando-se então a primeira casa e sede desta ordem em Portugal e nomeando seu prior Frei Fernando João.

### Século XV
No século XV tem lugar a refundação e construção do convento, por ordem de D. Isabel, Duquesa de Borgonha, tendo D. João I disponibilizado várias verbas para a construção do mosteiro, isentando-o do pagamento de sisa e dízimo por carta de 1423, confirmada por D. Afonso V em 1439, doando ainda ao mosteiro herdades no valor de quinhentas coroas. A 25 de Janeiro de 1431 o mesmo soberano concede autorização para os frades poderem adquirir bens de raiz até ao valor de quinhentas coroas de ouro, confirmado por D. Afonso V a 11 de Agosto de 1439. Em 1452 os religiosos deste convento assumem o compromisso de celebrar missas por alma dos reis de Portugal. Em 1448 o Papa Nicolau V elevou o então Prior de Penha Longa e confessor de D. Isabel de Borgonha, Frei João de Santa Maria, a Geral dos mosteiros da Ordem de São Jerónimo em Portugal, passando este mosteiro para cabeça da Ordem, elevação confirmada em 1456 pelo seu sucessor, Calisto III.

### Século XVI

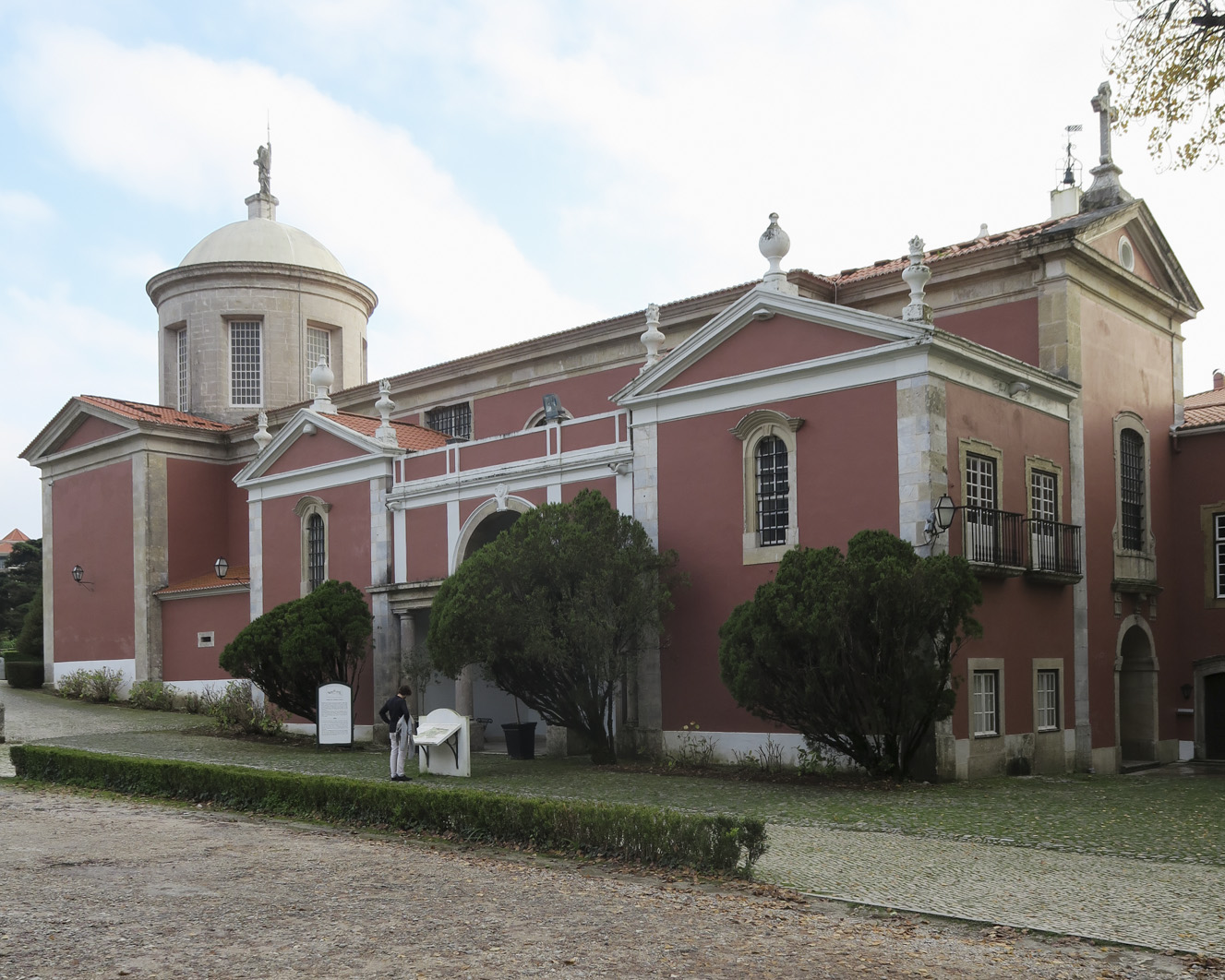
Igreja da Penha Longa

A 22 de Agosto de 1501 o mosteiro recebe carta de mercê de juiz privativo. Em 1517, por morte da rainha D. Maria, consorte de D. Manuel I, o convento recebe em legado testamentário trinta mil reis. No mesmo ano, uma Bula do Papa Leão X transfere para Santa Maria de Belém a sede da Ordem de São Jerónimo em Portugal, passando o prior-mor deste mosteiro a ser o seu provincial. Em 1519 D. Manuel manda erguer as chamadas "hospedarias" ou "paços reais", passando alvará a Afonso Monteiro para que este providenciasse a madeira necessária para as obras de Penha Longa e do Paço de Sintra, tomada do Paço da Madeira. Em 1535 o mosteiro torna-se sede de um colégio, criado por D. João III, que se obriga a manter os religiosos e os mestres, o qual foi transferido em 1537 para Santa Marinha da Costa, em Guimarães. Em 1540 D. João III promove obras no claustro e no jardim. Em 1542 a capela-mor é concedida por escritura para sepultura do terceiro conde de Monsanto, D. Pedro de Castro, e seus sucessores. Em 1543 o próprio D. João III recolhe-se no Convento após a morte do seu filho, o príncipe D. Filipe. Data da segunda metade deste século a nomeação por D. Sebastião do mestre João Luís para as obras do mosteiro. Na década de 1570 D. Sebastião mandou executar obras de reforma e a construção de novos edifícios necessários à comunidade. Em 1576 o Cardeal D. Henrique fez deste convento residência real pela última vez, remodelando o refeitório e criando o denominado "Jardim do Cardeal".

### Século XVII
Em 1620 o Prior deste Mosteiro requereu à Coroa dinheiro para mandar consertar as casas, hospedarias e fontes. A 1 de Dezembro de 1627 o mosteiro foi danificado por uma inundação que atingiu sobretudo as dependências conventuais e a cerca, causando alguns estragos no interior. Este acontecimento encontra-se assinalado e datado numa lápide que se encontra no vestíbulo do convento, assinalando a altura a que chegaram as águas dessa inundação. Em 1629 os religiosos voltam a pedir a ajuda da Coroa para reparação dos estragos. Já no último quartel deste século, D. Pedro II promoveu algumas obras de beneficência e reparações na zona das hospedarias, mantendo as armas reais e duas esferas armilares a decorar a porta.

### Século XVIII

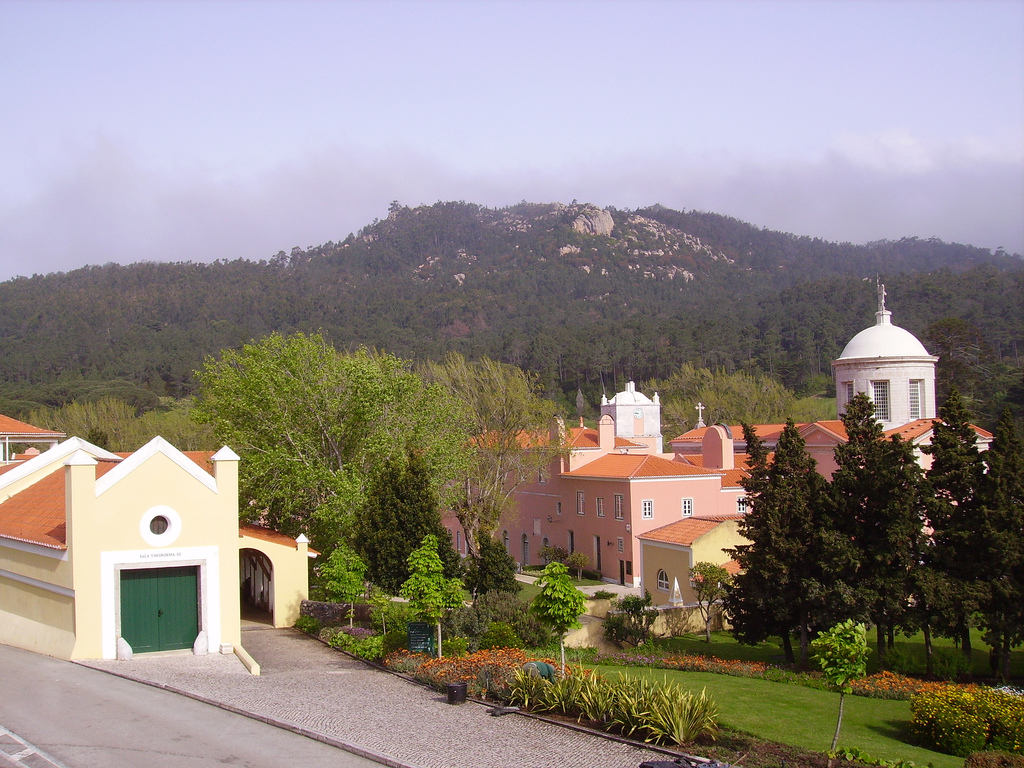
Convento da Penha Longa com a Serra de Sintra ao fundo.

É durante o século XVIII que é executado o retábulo-mor, segundo desenho de João Nunes Tinoco, segundo alguns, ou de João Antunes, segundo outros. Entre 1727 e 1730, D. João V visita o convento, sendo acompanhado na segunda vez acompanhado pela princesa D. Mariana Vitória, tendo sido reconstruídas a suas expensas várias estruturas de fresco e lazer. O terramoto de 1755 causa alguns danos ao convento. É disso evidência o ocorrido em 1758, quando o cónego Gaspar Leitão de Figueiredo, falecido em Maio desse ano, não pôde ser enterrado na igreja por esta ainda se encontrar entulhada em consequência do terramoto, tendo o cónego sido sepultado no cemitério da comunidade monacal, no claustro do convento.

### Extinção do convento e actualidade
A 7 de Julho de 1834, na sequência da extinção das ordens religiosas, o Juiz de Fora e do Cível de Sintra, acompanhado de um fiscal, tomou posse do Convento, enviando à Fazenda Pública o rol dos seus bens, cuja venda foi tornada pública por Decreto de 18 de Abril do ano seguinte. A 29 de Março de 1836 a igreja foi excluída da venda por portaria (Direito), "por ali se conterem objectos de arte notáveis". A 13 Abril do mesmo ano foi publicada na folha oficial a lista dos bens vendáveis com o respectivo valor, tendo sido a propriedade arrematada em hasta pública nessa mesma data por João Carlos de Saldanha de Oliveira e Daun, primeiro conde, marquês e duque de Saldanha. Em 1842 passou à posse da firma C.D. & A.H. Lindenberg, a qual, por portaria de 9 de Setembro do mesmo ano, conseguiu que o Estado lhe vendesse a igreja. A propriedade foi em 1848 arrematada em hasta pública pela firma Bessones e Barbosas, a qual ali empreendeu diversas obras, em particular a reconstrução da igreja. Em 1879 a propriedade, hipotecada desde 1873, é arrematada por Sebastião Pinto Leite, Visconde da Gandarinha e depois Conde de Penha Longa, que a transforma numa exploração agro-pecuária. Em 1905 a propriedade foi adquirida pelo Dr. Luís Soromenho, que a manteve até à década de 1940. Em 1963 o Convento entrou na posse do Dr. Francisco Correia de Campos.
Actualmente, funciona como hotel, com o nome de Penha Longa Resort.

## Igreja da Penha Longa
A Igreja da Penha Longa ou Igreja do Mosteiro da Penha Longa é um templo católico dedicado a Nossa Senhora da Saúde. Encontra-se integrada no Convento da Penha Longa, estando classificada como Monumento Nacional (Decreto de 16-06-1910, DG, n.º 136, de 23-06-1910).
A estrutura formalmente eclética do mosteiro da Penha Longa (onde confluem traços manuelinos, maneiristas e barrocos), em particular da sua igreja, é reveladora das diversas campanhas de obras de que foi objeto ao longo de quatro séculos. A sobriedade da igreja é marcadamente maneirista, embora no programa decorativo do seu interior predomine o barroco. "Pouco profunda, a igreja apresenta uma estrutura planimétrica de raiz erudita que se desenvolve na vertical, sendo visível a inspiração na tratadística italiana". O templo apresenta planta de cruz latina, com nave única antecedida por nártex e por um vestíbulo estreito e abobadado de cruzaria de ogivas, sobre o qual assenta o coro-alto. Encimadas por janelas de molduras em arco rebaixado e circulares, as capelas laterais abrem-se para o espaço da nave. A cobertura do espaço da nave é composta por um esquema simétrico que conjuga duas abóbadas de berço, duas abóbadas de lunetas e uma abóbada de arestas. A torre do cruzeiro é coberta por cúpula. No espaço da capela-mor destaca-se o retábulo, de talha dourada e policromada, de Estilo Joanino.

## Galeria de imagens

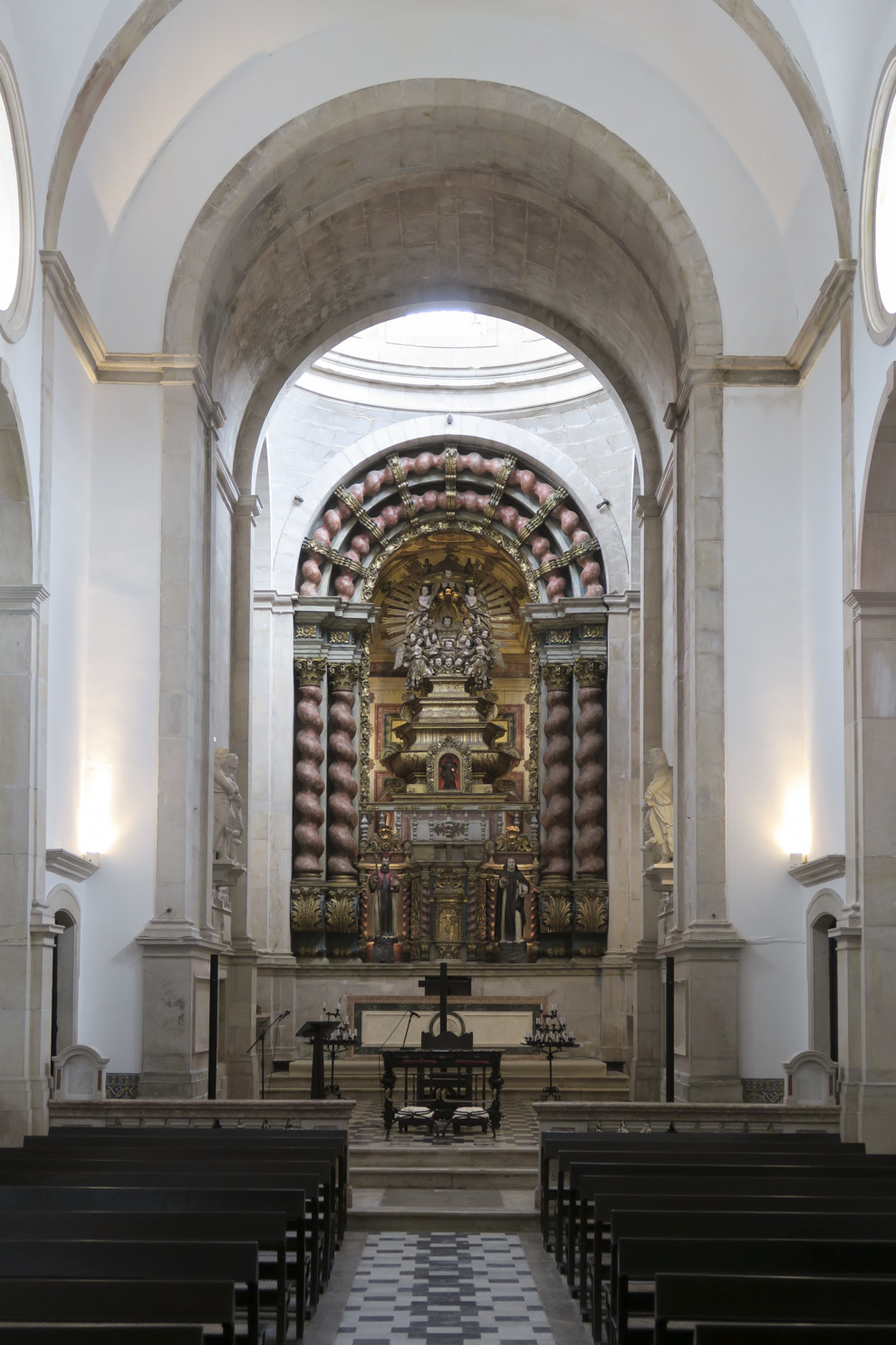
Interior da igreja
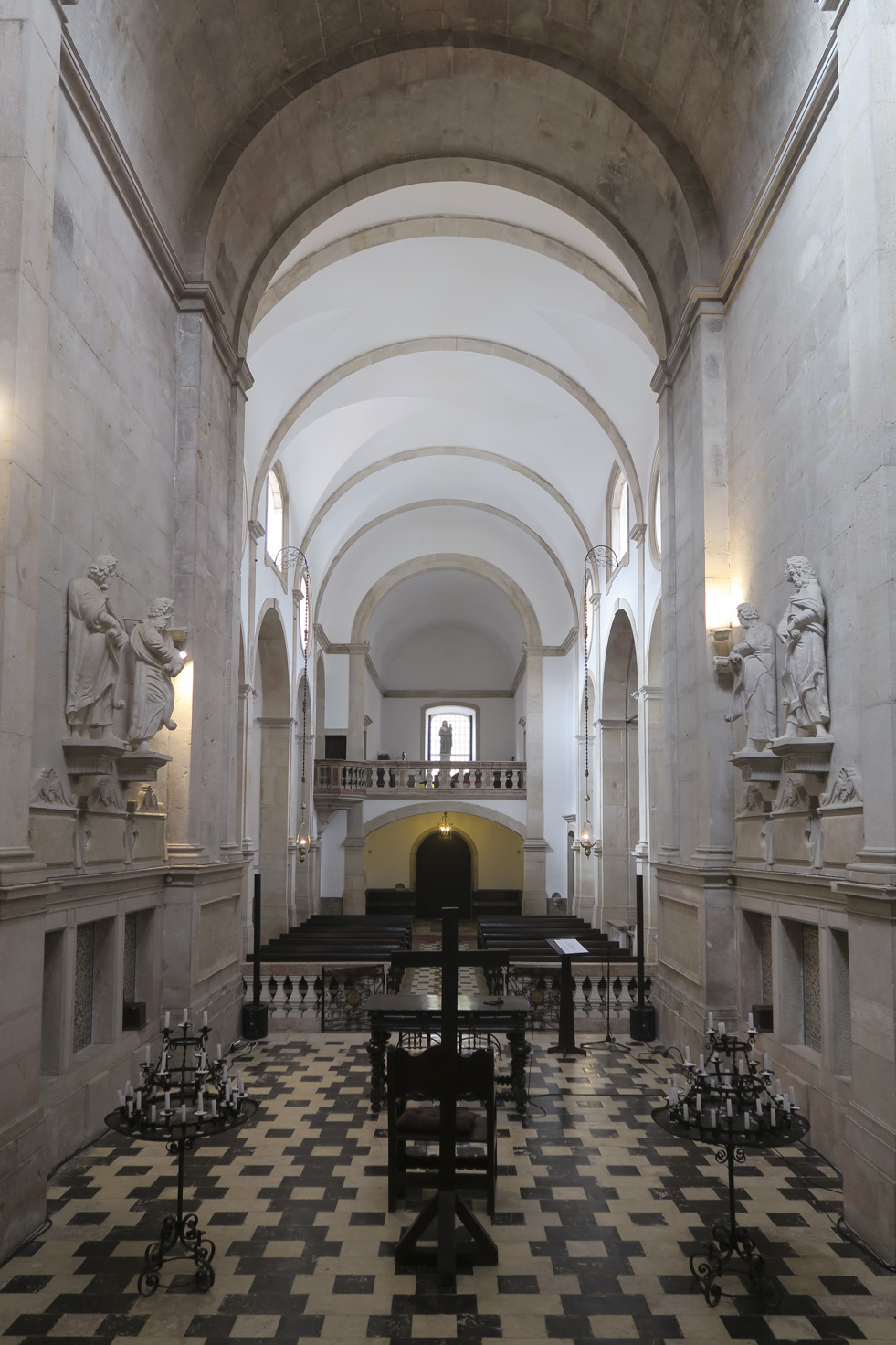
Interior da igreja
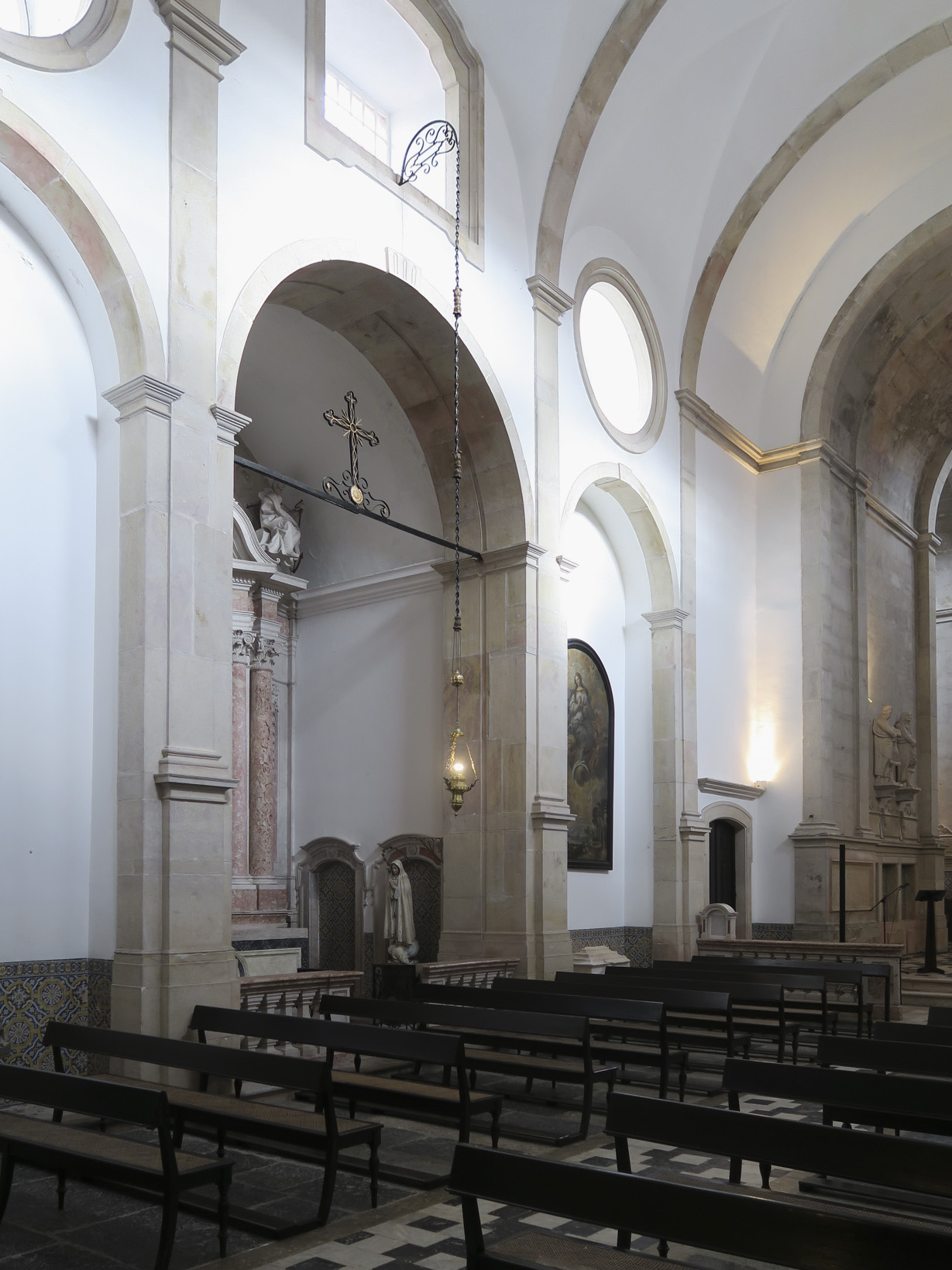
Interior da igreja
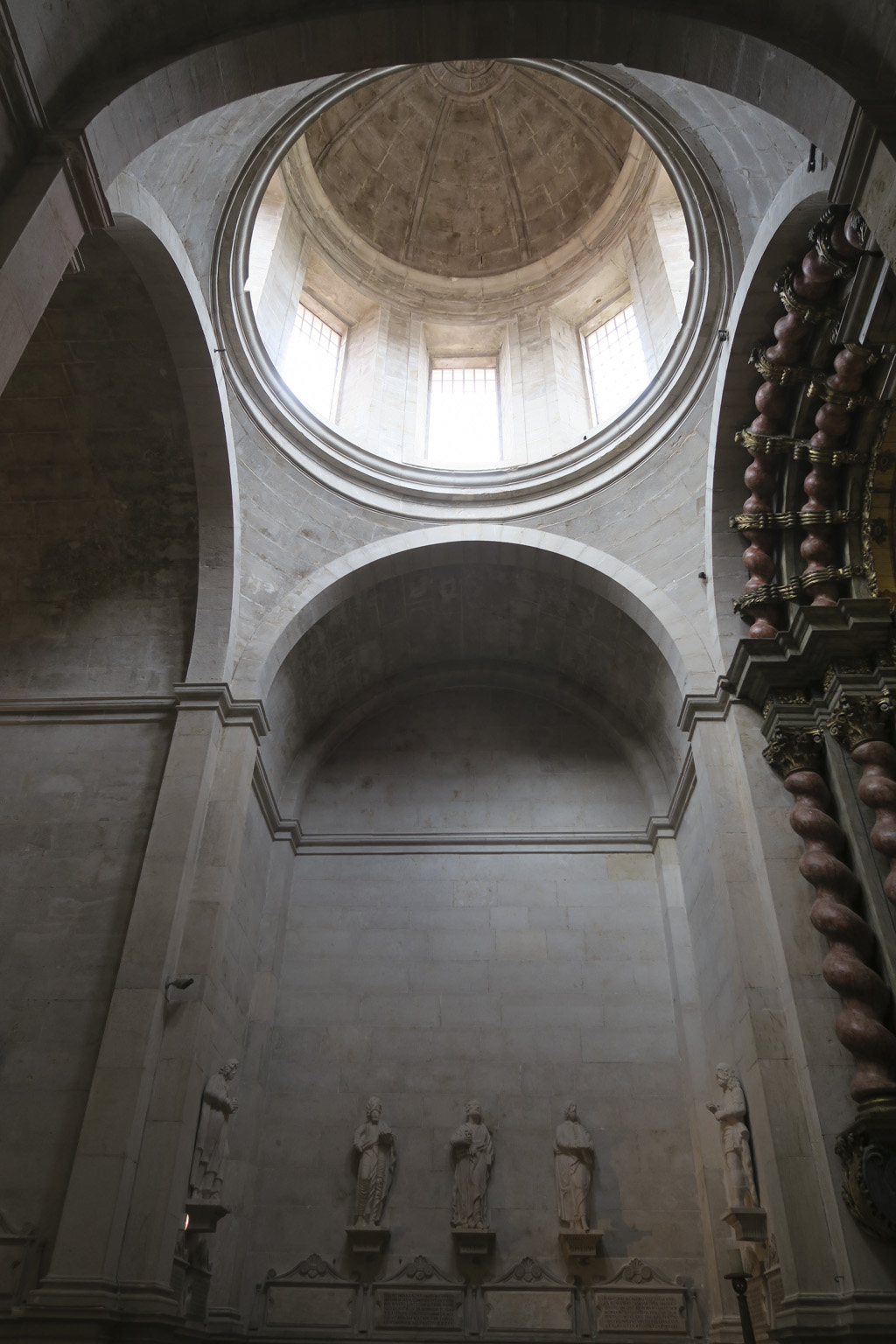
Interior da igreja
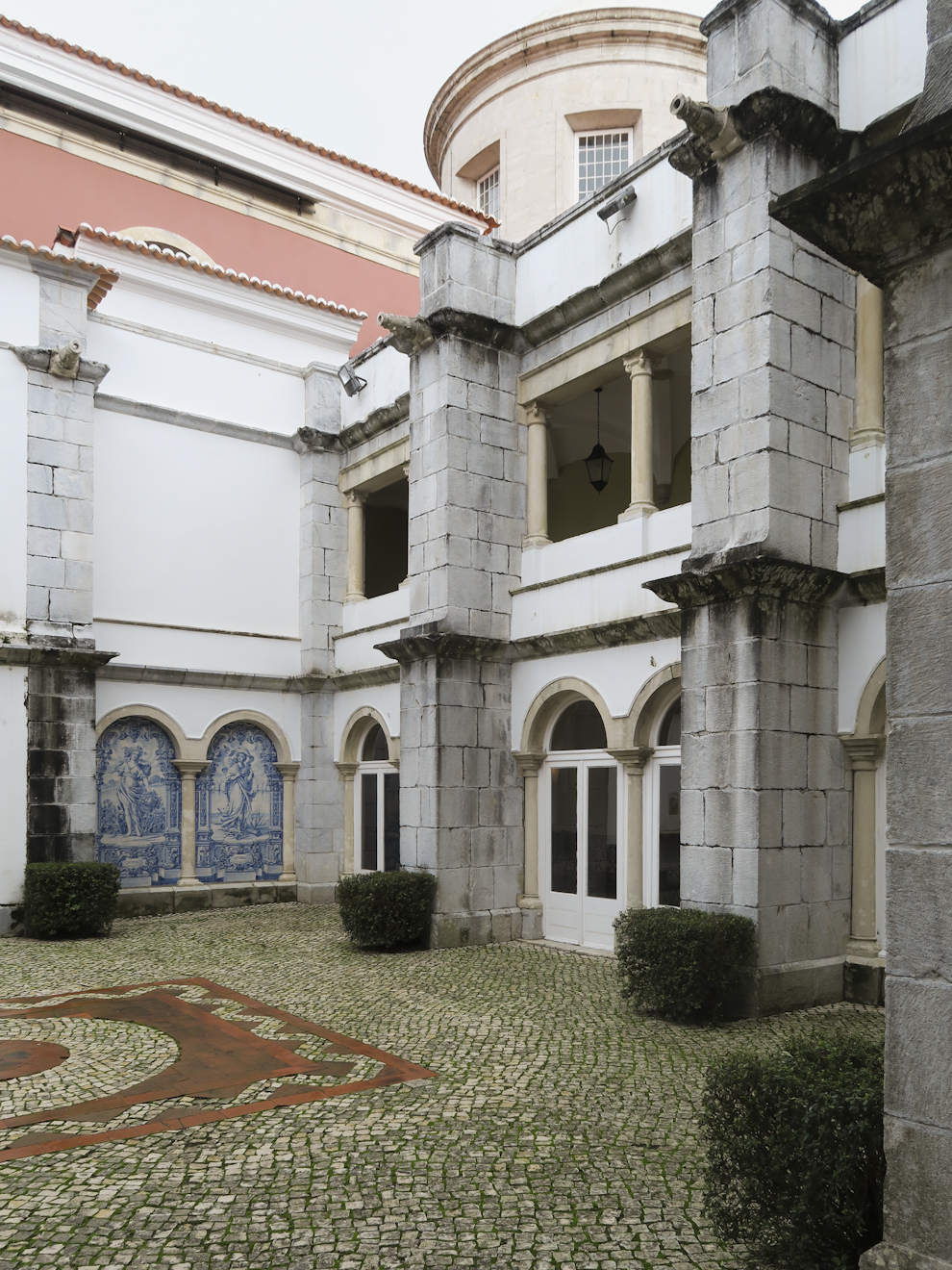
Claustro
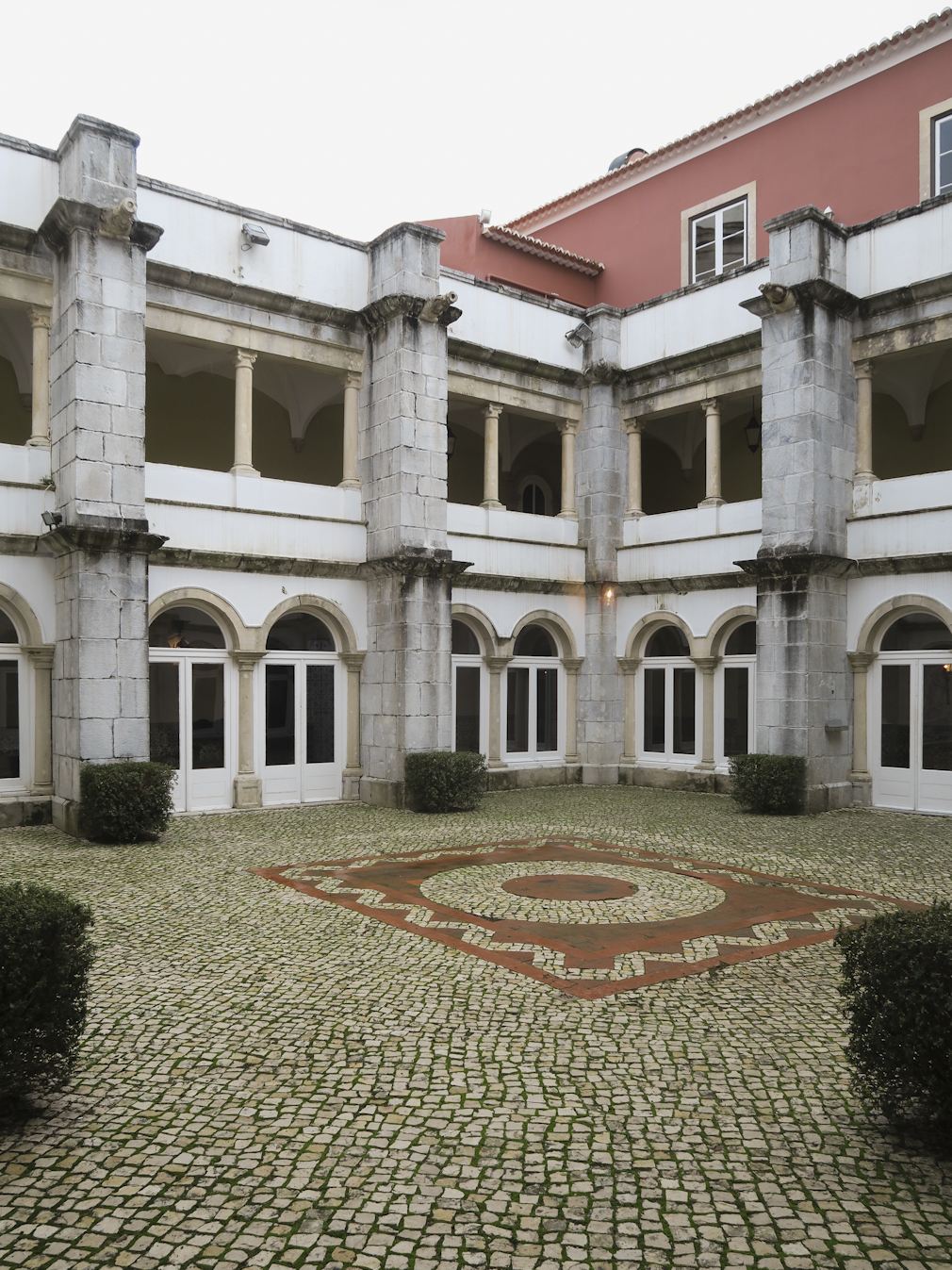
Claustro
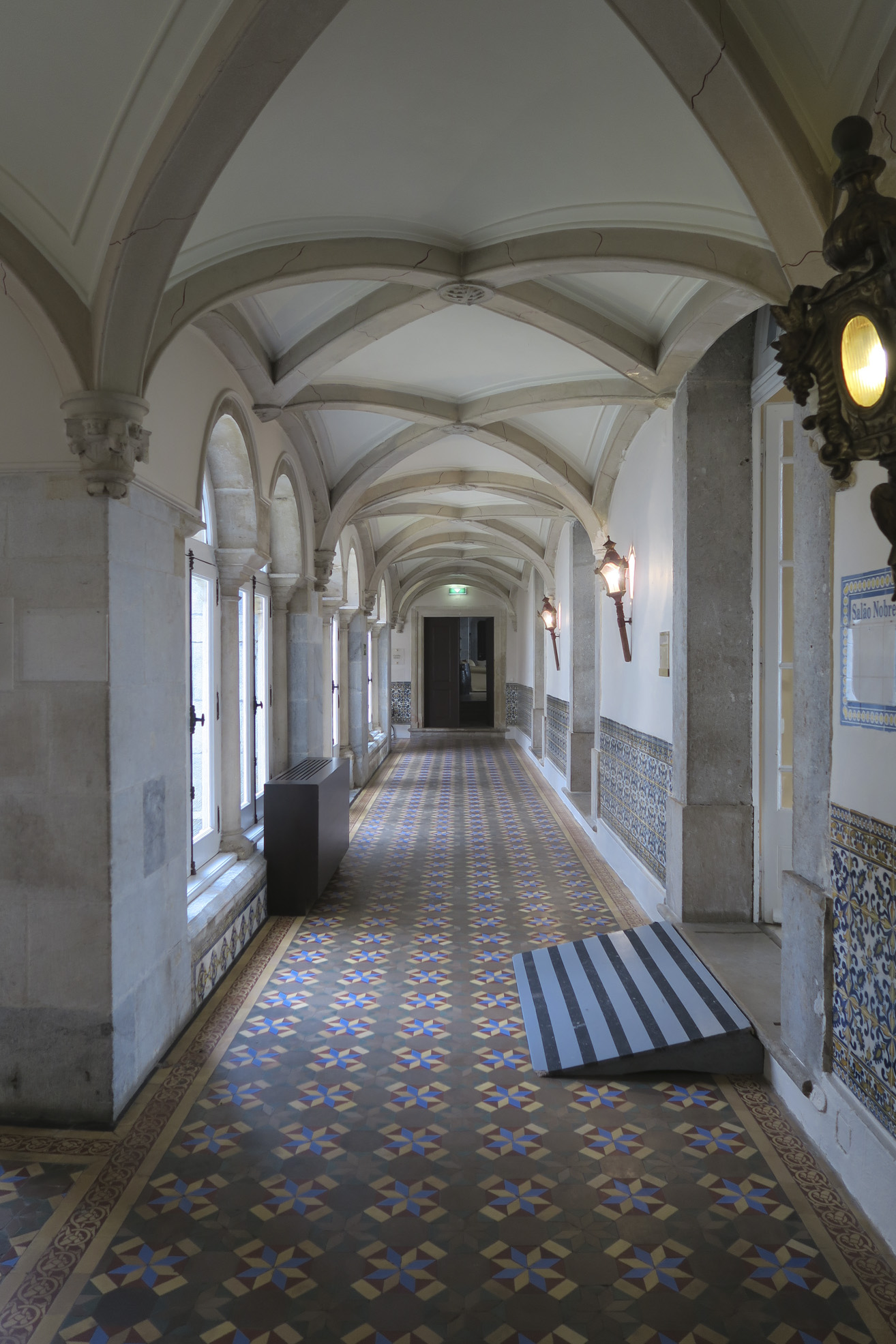
Claustro

## Ligações Externas
- Website do hotel Penha Longa Resort
- Igreja da Penha Longa na base de dados Ulysses da Direção-Geral do Património Cultural
- Convento da Penha Longa na base de dados SIPA da Direção-Geral do Património Cultural